# OK Boomer
"OK Boomer" é uma expressão popular da Internet que se tornou um meme — principalmente na América do Norte — entre os jovens que a utilizam. O termo ficou conhecido no final de 2018 e no início de 2019 quando usuários de redes sociais como TikTok, Twitter e Instagram partilharam da frase com o objetivo de protestar contra os ideais de pessoas mais velhas em relação aos jovens das novas gerações.
Geralmente, a frase é utilizada como forma de rejeição e retaliação por jovens da geração Y ou Z, para demonstrar aversão aos ideais de pessoas mais velhas, particularmente aos ideais da geração de baby boomers (pessoas nascidas entre 1946 e 1964 na Europa e na América — especialmente na Grã-Bretanha e França — Estados Unidos, Canadá e Austrália após a Segunda Guerra Mundial). 
A frase ganhou popularidade na mídia no início de novembro de 2019 quando uma parlamentar de 25 anos da Nova Zelândia chamada Chlöe Swarbrick fazia um discurso apoiando um projeto de lei sobre mudanças climáticas quando foi interrompida por um parlamentar mais velho. Em resposta, ela simplesmente disse "OK Boomer" e continuou com o discurso. Por causa disso, diversos artigos foram publicados sobre o assunto. Toda essa repercussão estabeleceu de vez a frase como um meme popular.

## Origem
Tudo começou com um vídeo partilhado no TikTok, onde um homem dizia que “os millennials e a geração Z têm a síndrome do Peter Pan — não querem crescer nunca”. Dizia também que “eles [millenials e geração Z] acreditam que os ideais utópicos da juventude se vão concretizar quando forem adultos”. As afirmações revoltaram os visados, que não tardaram muito em começar a comentar “ok, boomer”. Provavelmente porque o emoji que aparece a revirar os olhos não os tinha revirados o suficiente para mostrar o desagrado de toda uma geração.
O primeiro registro da frase "OK Boomer" surgiu a partir de um comentário do Reddit em 29 de janeiro de 2009,  10 anos antes do uso popular. O uso mais recente do termo pode ser rastreado até 2015 no 4chan,  mas começou a se tornar popular em janeiro de 2019.  O termo ganhou popularidade na mídia no início de novembro de 2019, quando foram publicados artigos sobre a frase.  
"OK boomer" alcançou grande popularidade no final de 2019 como uma reação ao "discurso" de um homem mais velho não identificado no TikTok , no qual ele repetiu os pontos de conversa de comentaristas conservadores condenando gerações supostamente "infantis" e "claudicantes" pelas mídias sociais. Ele disse: "os millennials e a Geração Z têm a síndrome de Peter Pan [...] os ideais que eles têm na juventude vão, de alguma forma, progredir na idade adulta". Milhares de espectadores responderam com "OK boomer" como "uma sofisticada retaliação em massa" contra o impacto das gerações passadas. 

## Uso
A frase tem sido usada como uma réplica para a resistência percebida à mudança tecnológica, negação da mudança climática, marginalização de membros de grupos minoritários ou oposição aos ideais das gerações mais jovens.  Várias publicações de mídia observaram o uso do meme em plataformas de mídia social além do TikTok,  e o The New York Times escreveu que "adolescentes o usam para responder a vídeos assustadores do YouTube, tweets de Donald Trump e basicamente qualquer pessoa com mais de 30 anos que diz algo condescendente sobre os jovens – e as questões que são importantes para eles”.  Em outubro de 2021, os vídeos marcados com #OkBoomer no TikTok foram vistos quase 3,8 bilhões de vezes. 
No início de novembro de 2019, enquanto fazia um discurso apoiando um projeto de lei sobre mudanças climáticas, a parlamentar da Nova Zelândia Chlöe Swarbrick afirmou que a idade média dos parlamentares era de 49 anos, e o membro do parlamento da geração X Todd Muller a interrompeu, ao que ela respondeu "OK boomer".  Ela escreveu em um artigo no The Guardian que seu comentário "simbolizava a exaustão de múltiplas gerações".  Swarbrick recebeu amplo apoio nas mídias sociais, bem como críticas por supostamente promover o preconceito de idade, inclusive pelo membro do parlamento, Christopher Bishop. 
Uma música de julho de 2019 intitulada "OK boomer" alimentou o meme como um hino, com letras cortantes.  Durante o intervalo do jogo de futebol Harvard-Yale em 23 de novembro de 2019, os manifestantes das mudanças climáticas interromperam o jogo correndo para o campo e permaneceram mesmo depois de serem convidados a sair, gritando "OK boomer". 
Em 9 de janeiro de 2020, durante o Jeopardy! O maior torneio de todos os tempos , "OK boomer" foi a resposta a uma pergunta de 400 pontos na categoria "OK": "Um artigo do New York Times de 2019 diz que esta frase de duas palavras 'marca o fim das relações geracionais amigáveis'. " Ken Jennings arrancou risadas do público com a resposta: "Eu posso dizer isso para Alex ! O que é 'OK, boomer'?"  A frase foi usada pelo presidente da Suprema Corte dos Estados Unidos, John Roberts, em 15 de janeiro de 2020, como parte do questionamento do caso de discriminação por idade Babb v. Wilkie. 
Em 2 de março de 2020, o streamer Neekolul postou um vídeo sincronizando os lábios e dançando a música Senzawa "Oki Doki Boomer" enquanto usava uma camisa Bernie 2020.  Com mais de 6 milhões de visualizações em quatro dias  e mais de 30 milhões naquele mês. 

## Comercialização
Um moletom com a frase "OK boomer, tenha um dia terrível", desenhado pela estudante de arte norte-americana Shannon O'Connor, gerou mais de US$ 25.000 em vendas até 1º de novembro de 2019.  Vários pedidos de marca registrada foram arquivados para "OK boomer ", incluindo um da Fox Media com a intenção de lançar "uma série de televisão em andamento apresentando reality shows , comédia e game shows". 

## Recepção
Muitas reações foram positivas.  De acordo com India Ross do Financial Times , a frase "passou a simbolizar uma fratura cultural geracional" com ataques de baby boomers ao seu uso, talvez servindo apenas para aumentar seu poder e uso.  Clémence Michallon, do jornal  The Independent, aplaudiu a frase como "a quantidade certa de desdém", enquanto adverte contra seu uso excessivo.  Miyo McGinn da Revista Grist aplaudiu o termo, escrevendo: "Essa alegria inegavelmente decorre da justa indignação tanto quanto da simples diversão - as duas palavras parecem totalmente poéticas depois de anos de ouvir minha geração ser culpada por 'matar' tudo, desde cadeias de restaurantes a departamentos e relacionamentos. 
Alguns comentaristas consideraram a frase anti-idosos (teor preconceituoso) . O apresentador de rádio conservador Bob Lonsberry chegou a rotular a palavra "boomer" como "a palavra N do preconceito de idade" em um tweet amplamente criticado e logo excluído . Além disso, Lonsberry afirmou que "ser moderno e irreverente não torna o fanatismo aceitável, nem um epíteto zombeteiro aceitável porque é novo". The Late Show com Stephen Colbert zombou dele: "Claramente este cara precisa jogar o novo jogo do momento: A expressão "boomer" é a nova palavra que não deve ser dita? Não, não é, obrigado por jogar". 
Francine Prosa do  jornal The Guardian sugeririu que a frase reflete a aceitação cultural geral da discriminação contra as gerações mais velhas.  Também escrevendo para o The Guardian, Bhaskar Sunkara criticou o meme e disse que os baby boomers "precisam de solidariedade" porque muitos "trabalhadores mais velhos e aposentados estão lutando para sobreviver", já que "metade dos americanos chegando aos 65 anos tem menos de 25.000 dólares em economias ".  Em uma entrevista, a executiva da AARP, Myrna Blyth, disse à Revista Axios , "OK, geração do milênio. Mas somos as pessoas que realmente têm o dinheiro."  Vários políticos franceses também acusaram a frase de ser anti-idosos, com o membro do parlamento Audrey Dufeu Schubert (La République en Marche!) considerando a expressão uma calúnia contra idosos em um relatório especial sobre "sucesso em preencher a lacuna geracional e combater o preconceito de idade". 
"OK boomer" foi uma das cinco principais palavras para o ano de 2019, selecionada pelos leitores de um blog publicado no PublicAddress.net .  Foi nomeado para uma designação semelhante por uma universidade na Suíça, ficando em segundo lugar.  A frase está na listada na 45ª relação de palavras banidas da Univerisdade Pública  Superior Lake.

## Variações

### OK Zoomer
Alguns escritores e críticos do meme "OK boomer" responderam com suas próprias hostilidades geracionais, particularmente voltadas para os "nativos digitais" da Geração Z, às vezes chamados de "zoomers".  O colunista Cosmo Landesman, escrevendo para o Jornal The Spectator , retrucou que a cultura pesada de zoomers da Internet carecia de substância em comparação com a dos boomers e acabaria sendo rejeitada pelos filhos da Geração Z: "Suspeito que as gerações futuras desejarão dar um chute nos boomers também, mas a Geração Z não vai provocar nada além de um bocejo. Seus filhos vão olhar para eles e sua paixão pelo último pedaço de tecnologia digital, revirar os olhos e declarar: OK zoomer." Viviana Freyer, editora do The Bi-College News, o jornal estudantil de Bryn Mawr e Haverford College, respondeu a esses tipos de críticas em um editorial, escrevendo que "Quando é a nossa vez de enfrentar o problema da "Geração Alfa " e seja qual for a próxima geração, esperamos entender que isso vem com o envelhecimento e aceitaremos as piadas com mais graça do que alguns trinta e poucos anos no Twitter, ficando excessivamente defensivos em relação às partes laterais ou cursivas.  O comediante de televisão americano Bill Maher também mirou no que descreveu como um sentimento de impaciência e superioridade moral entre os ativistas da Geração Z, como a ambientalista Greta Thunberg , em um segmento de para seu programa de eventos atuais da HBO, Real Time, intitulado "OK Zoomer ". 